# Rosenborg BK
Rosenborg Ballklub je norský fotbalový klub z Trondheimu. Rosenborg je s 22 ligovými tituly a 9 triumfy v norském poháru nejúspěšnějším klubem v zemi. K nepřekonání byl zejména v období 1992 – 2004, kdy třináctkrát po sobě vyhrál nejvyšší domácí soutěž. Následující rok 2005 byl pro klub velmi neúspěšný a v konečné tabulce se propadl až na 6. místo. V roce 2006 se však opět vrátil na stupeň nejvyšší. Po dalších dvou neúspěšných sezonách se v roce 2009 vrátil mistrovský titul do Trondheimu, jež dokázali hráči obhájit i v roce 2010. Sezona 2011 nabídla jen třetí místo, které však stále zaručuje účast v Evropské lize.
Tým získal evropské renomé v devadesátých letech dvacátého století, kdy celý kontinent šokoval výhrou 2:1 na San Siru nad domácím AC Milán. Od té doby již pravidelně působí v evropských fotbalových pohárech, kde největším úspěchem byl postup do čtvrtfinále v sezoně 1996/97. Zajímavostí je i souboj s plzeňskou Viktorií v rámci 3. předkola Ligy mistrů v sezoně 2011/2012. Plzeňští byli úspěšnější, v prvním duelu vyhráli v Trondheimu 1:0, odvetu pak zvládli v poměru 3:2 a postoupili dále do play-off. V pohárové sezoně 2012/2013 se Rosenborg probojoval všemi předkoly Evropské ligy až do její základní části, kde skončil ve skupině K na třetím místě.
V sezoně 2013/2014 se v pohárové Evropě Rosenborg příliš neohřál, vypadl již ve druhém předkole Evropské ligy se skotským klubem St. Johnstone. Ani v dalším roce se Rosenborgu nepodařilo kvalifikovat se do základní skupiny poháru, ve třetím kole Evropské ligy ztroskotali Norové na tureckém klubu Karabükspor. Rok 2015 byl z hlediska klubu úspěšný – tým nejprve postoupil přes všechna předkola Evropské ligy do základní fáze, aby na podzim oslavil ligový titul, a to po čtyřech ligových ročnících bez zlaté tečky.
O rok později Rosenborg titul úspěšně obhájil, předtím v létě vypadl ve 3. předkole Ligy mistrů s týmem APOEL Nikósie, do Evropské ligy mu následně zatarasila cestu Austria Vídeň. 2017 byl úspěšnější, jelikož klub kromě obhajoby titulu zvládl těžký dvojzápas s tehdejším finalistou Evropské ligy Ajaxem Amsterdam – po výhrách 1:0 v Amsterdamu a 3:2 v Trondheimu oslavil postup do základní skupiny Evropské ligy, kde ovšem skončil na nepostupové třetí příčce.

## Stadion
Rosenborg hraje své domácí zápasy na stadionu Lerkendal, který je zvaný podle místa, kde se nachází. Stadion prošel v roce 2002 celkovou rekonstrukcí, zmizela atletická dráha a vznikly tři zbrusu nové tribuny. Ty jsou osazeny černými a bílými sedadly, stará tribuna nese červená sedadla a na nich z bílých vytvořený nápis "LERKENDAL".
Kapacita stadionu je 21 850 diváků, rekord však nese ještě starý stadion s kapacitou téměř 30 000 fanoušků. Na zápas s Lillestrømem přišlo v roce 1985 28 569 diváků.
Všem rekonstrukcím však není konec. Průměrná ligová návštěvnost na samé hranici kapacity stadionu je hlavním argumentem pro další úpravy stadionu či stavbu nové arény v jiné části města Trondheim. Norsko spolu se Švédskem usilovalo i o pořadatelství ME 2016, což by znamenalo expanzi stadionu Lerkendal na kapacitu 40 000 diváků.
9. srpna 2016 byl stadion dějištěm zápasu o evropský superpohár mezi Realem Madrid a Sevillou. 17 939 diváků sledovalo vítězství Realu 3:2 v prodloužení.

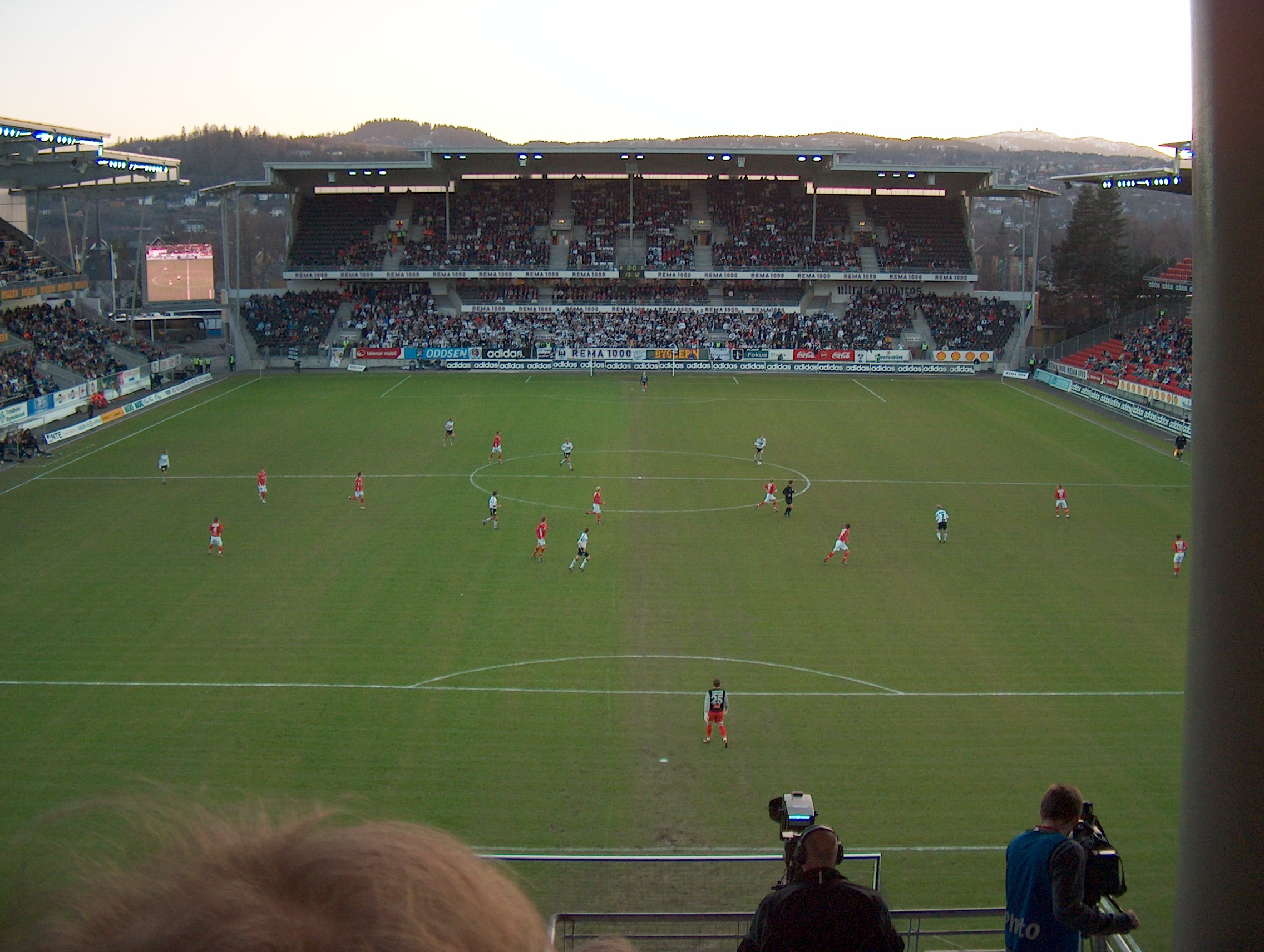
Stadion Lerkendal

## Úspěchy
Mistr Tippeligaen (26×)
- 1967, 1969, 1971, 1985, 1988, 1990, 1992, 1993, 1994, 1995, 1996, 1997, 1998, 1999, 2000, 2001, 2002, 2003, 2004, 2006, 2009, 2010, 2015, 2016, 2017, 2018

Norský fotbalový pohár (12×)
- 1960, 1964, 1971, 1988, 1990, 1992, 1995, 1999, 2003, 2015, 2016, 2018

Norský Superpohár (3×)
- 2010, 2017, 2018

## Čeští hráči v klubu
Seznam českých hráčů, kteří působili v Rosenborgu:
- Bořek Dočkal